# YggTorrent
YggTorrent (иногда сокращенно Ygg) — это французский полуприватный каталог торрентов и BitTorrent tracker, созданный в 2017 году.
Согласно Alexa Internet, по состоянию на 1 января 2020 года, он занимает 35-е место среди наиболее посещаемых сайтов во Франции, что делает его наиболее популярным в категории каталогов bittorrent и сайтов для скачивания.
Сайт часто меняет свой верхнего уровня домен для обхода блокировок со стороны французских властей, цензуры или приостановлений доменных имен.

## Содержание
YggTorrent индексирует цифровой аудиовизуальный контент, видеоигры, а также цифровые книги и программное обеспечение. Основанный в текущей форме в июле 2017 года франкоязычной командой, YggTorrent позволяет посетителям искать, скачивать и добавлять файлы торрент, тем самым облегчая обмен файлами между пользователями протокола BitTorrent.
Использование YggTorrent может быть незаконным в некоторых юрисдикциях, так как сайт позволяет делиться контентом, защищенным авторским правом, без надлежащего разрешения.

## История
21 мая 2017 года доменное имя yggtorrent.com было зарегистрировано впервые. Администраторы сайта изначально сделали его публичным каталогом bittorrent, перечисляя ограниченное количество торрентов После закрытия t411 26 июня 2017 года, сайт пережил значительные изменения и официально открыл свои двери как участвующий публичный трекер в начале июля 2017 года. Через несколько недель администраторы решили сделать его приватным трекером с открытой регистрацией.
31 октября 2017 года t411.si, широко посещаемый клон сайта t411, объявил о своем закрытии и слиянии с YggTorrent. 1 декабря YggTorrent был исключен из поисковой системы Google в ответ на множественные нарушения авторских прав и многочисленные претензии DMCA от правообладателей.
На 8 декабря 2017 года на сайте было более 600 000 участников, 173 000 торрентов, набравших в сумме более двух миллионов подключенных пиров.
В декабре 2018 года Numerama опубликовало интервью с бывшим администратором сайта, который указал, что сайт заработал 300 000 евро за четыре месяца и также раскрыл общее количество торрентов на сайте в декабре 2018 года, которое составляло чуть менее 280 000 торрентов.
20 февраля 2020 года сайт получает блокировку своего аккаунта в Twitter и теперь приглашает своих пользователей следовать за ним на Mastodon.